# Obszar Chronionego Krajobrazu Mokre – Lewice
Obszar Chronionego Krajobrazu Mokre – Lewice (OChKM-L) został powołany uchwałą Nr XXIV/193/88 Wojewódzkiej Rady Narodowej w Opolu z dnia 26 maja 1988 r. w sprawie ochrony walorów krajobrazu (Dz. Urz. Woj. Op. Nr. 19 z dnia 17 lipca 1989, poz. 231 z późniejszymi zmianami).
Powierzchnia obszaru chronionego krajobrazu wynosi 7689,9 ha. Obszar Chronionego Krajobrazu Mokre – Lewice jest drugim położonym w granicach Polski fragmentem Gór Opawskich (wcześniej mówiło się, że „należy on do Przedgórza Sudeckiego, leżącego na przedpolu Sudetów Wschodnich”). Obszar  obejmuje pd.-zach. część gminy Głubczyce (wsie Braciszów, Ciermięcice, Dobieszów, Chomiąża, Chróstno, Krasne Pole, Lenarcice, Mokre, Mokre-Kolonia, Opawica, Pielgrzymów, Pietrowice, Radynia, Zopowy, Zubrzyce) i pn.-zach. część gminy Branice (wsie Bliszczyce, Lewice). Krajobraz stromych, częściowo zalesionych stoków, malowniczych dolin, niewielkich zbiorników zaporowych przyciąga tu licznych turystów.
Na terenie OChKM-L występują rośliny w Polsce chronione, takie jak: wawrzynek wilczełyko (Daphne mezereum), dziewięćsił bezłodygowy (Carlina acaulis), rokitnik pospolity (Hippophaë rhamnoides), marzanka wonna (Asperula odorata), kalina koralowa (Viburnum opulus), konwalia majowa (Convallaria majalis), buławnik mieczolistny (Cephalanthera longifolia).
Zbocza wzgórz pokryte przez atrakcyjne lasy stanowią ostoję zwierzyny leśnej (dziki, sarny).
Obszar chronionego krajobrazu obejmuje wyróżniające się krajobrazowo tereny o różnych typach ekosystemów. Ich zagospodarowanie winno zapewniać stan równowagi ekologicznej systemów przyrodniczych.
W granicach Obszaru Chronionego Krajobrazu Mokre – Lewice znajdują się dwa płaty specjalnego obszaru ochrony siedlisk „Góry Opawskie” (kod obszaru PLH160007).
Planuje się poszerzenie Parku Krajobrazowego Góry Opawskie o Obszar Chronionego Krajobrazu Mokre - Lewice.